# 짜끄리 나르벳 (항공모함)
국왕 폐하의 배 짜끄리 나르벳(태국어: เรือหลวงจักรีนฤเบศร 르아루앙 짜끄리 나르벳[*])은 태국의 태국 왕립 해군의 항공모함으로, 태국 해군의 기함이다. 2011년 현재 동남아시아 국가의 해군이 소유한 유일한 항공모함이다. 1992년 발주하여, 스페인 해군의 프린시페 데 아스투리아스급 항공모함 설계에 기반하여 스페인의 바산 조선소(Bazán, 현 나반티아 조선소)가 건조를 맡았다. 1996년 준공하였으며, 이듬해인 1997년에 태국 해군에 취역하였다. 암프 사따힙(สัตหีบ)에 있는 항구가 모항이다.
짜끄리 나르벳은 수직 단거리 이착륙 방식의 함재기 및 헬리콥터를 수용하여, 태국 영해에서의 순찰 및 세력 투사, 재난 구조, 상륙 작전 지원 등의 목적으로 운용되고 있다. 그러나 1997년 아시아 금융 위기의 여파로 운용 자금 지원이 줄어들어 실제로 사따힙의 모항에서 출항한 날은 적었다. 재난 구조 작전에 투입되기도 하며 매 달마다 하루 동안 훈련을 하고 있기는 하지만, 그 밖의 용도로는 태국 왕가의 탑승 행사에 쓰이는 정도이기 때문에 사실상 크기만 큰 왕실 요트가 아니냐는 비판을 받고 있다. 이로 인해 일부 국내 밀리터리 동호인들로부터 '짜끄리 나룻베'라는 비칭으로 불리기도 한다.

## 비교대상
| 함명                     | 국가     | 건조년도 | 길이(m) | 만재배수량(톤) | 헬기 | 수직이착륙기 | 속력(노트) | 마력    | 종류       |
| ------------------------ | -------- | -------- | ------- | -------------- | ---- | ------------ | ---------- | ------- | ---------- |
| 독도함                   | 대한민국 | 2005     | 199     | 19000          | 15   | 0            | 23         | 41,615  | LPH        |
| 휴우가함                 | 일본     | 2007     | 197     | 18000          | 11   | 0            | 30         | 100,000 | DDH        |
| 22DDH                    | 일본     | 2014     | 248     | 27000          | 14   |              | 30         | 112,000 | DDH        |
| 미스트랄함               | 프랑스   | 2004     | 199     | 21300          | 35   | 0            | 19         | 48,679  | BPC        |
| 프린시페 데 아스투리아스 | 스페인   | 1988     | 196     | 17190          | 29   | 29           | 27         | 46,400  | 경항공모함 |
| 주세페 가리발디          | 이탈리아 | 1985     | 180     | 13500          | 18   | 12           | 30         | 82,000  | 경항공모함 |
| 인빈시블                 | 영국     | 1977     | 209     | 20700          | 20   | 20           | 28         | 97,000  | CVS        |
| 오오스미                 | 일본     | 1995     | 178     | 14000          | 0    | 0            | 22         | 26,000  | LST        |
| 짜끄리 나르벳            | 태국     | 1996     | 183     | 11486          | 14   | 14           | 25.5       | 55,450  | 경항공모함 |

DDH-181 휴우가는 이탈리아 해군의 13,850톤급인 주세페 가리발디 항공모함, 스페인 해군의 17,000 톤급 프린시페 데 아스투리아스 항공모함, 영국 해군의 21,000 톤급 인빈시블급 항공모함과 비슷한 외형을 갖추고 있다. PBS 다큐멘터리에 따르면, 휴우가는 제2차 세계대전 이후 제작된 최초의 일본 항공모함이 될 것이라고 한다. 태국의 짜끄리 나르벳은 프린시페 데 아스투리아스를 모델로 한 열화판이다.